# Homobatrachotoxine
L'homobatrachotoxine est un alcaloïde stéroïdien.